# Zimní stadion Soběslav
Zimní stadion Soběslav je víceúčelová sportovní hala nacházející se v Soběslavi, poblíž řeky Lužnice. Vystavěn byl mezi lety 1972 až 1974. Má ledovou plochu s rozměry 58 x 28 metrů, kapacita hlediště je 1 304 diváků. Stadion je domovem hokejového klubu OLH Spartak Soběslav a krasobruslařského klubu Soběslav. V budově se nachází také 11 šaten a restaurace.
Stadion byl z velké části v roce 2019 zrekonstruován. Ze střechy stadionu byly rovněž vystaveny dresy známých soběslavských hráčů - Jiřího Lály, Romana Božka a Radka Bělohlava.